# Brimah Razak
Brimah Razak (Accra, 1987. június 22.) ghánai labdarúgó, a Linares Deportivo játékosa.

## Pályafutása
Ifjúsági szinten megfordult a német Wolfsburg, a spanyol Ejido és a Las Norias csapataiban. Felnőtt pályafutását a portugál CF União csapatában kezdte, majd meg fordult a CF União együttesében is. 2008 nyarán visszatért Spanyolországba és csatlakozott nevelőegyütteséhez a Polideportivo Ejidóhoz, ahol fél évet töltött el. 2009 januárjában Real Betis csapatába igazolt, itt a tartalékcsapatban is pályára lépett.
Kevés játéklehetőség miatt távozott és a CD Tenerife, Guadalajara és a Córdoba B játékosa is volt 2011 és 2014 között. Ezt követően a CD Mirandés, a Córdoba, a Mamelodi Sundowns és a Linares Deportivo csapataiban fordult meg.

## Válogatott
2013. augusztus 14-én debütált a ghánai labdarúgó-válogatottban a török labdarúgó-válogatott elleni barátságos mérkőzésen. Tagja volt a 2015-ös és a 2017-es afrikai nemzetek kupáján részt vevő csapatnak.